# ماصرم علیا
ماصرم علیا، روستایی از توابع بخش ارژن شهرستان شیراز در استان فارس ایران است،همچنین این روستا یکی از قدیمی ترین روستاهای دهستان کوهمره سرخی می باشد که قدمت آن به چهار هزار سال می رسد و از جاذبه های گردشگری آن،می‌توان از چشمه ی سرخون نام برد.

## جمعیت
این روستا در دهستان کوه مره سرخی قرار دارد و براساس سرشماری مرکز آمار ایران در سال ۱۳۸۵، جمعیت آن ۱۸۴ نفر (۴۳خانوار) بوده‌است.